# Starkowo (Olsztyn)
Starkowo (deutsch Stärkenthal) war ein Ort innerhalb der kreisfreien Stadt Olsztyn (Allenstein), der Hauptstadt der polnischen Woiwodschaft Ermland-Masuren.

## Geographische Lage
Die Ortsstelle Starkowo liegt im Nordosten der Stadt Olsztyn im Gebiet des Stadtteils Podleśna („Allensteiner Stadtwald“). Bis zum Stadtzentrum sind es lediglich zwei Kilometer in südlicher Richtung. Starkowo war der Endpunkt der Straße Ulica Rataja Macieja, die von der Aleja Wojska Polskiego (früher Königsstraße), der heutigen polnischen Landesstraße 51 (einstige deutsche Reichsstraße 134), abzweigt.

## Geschichte

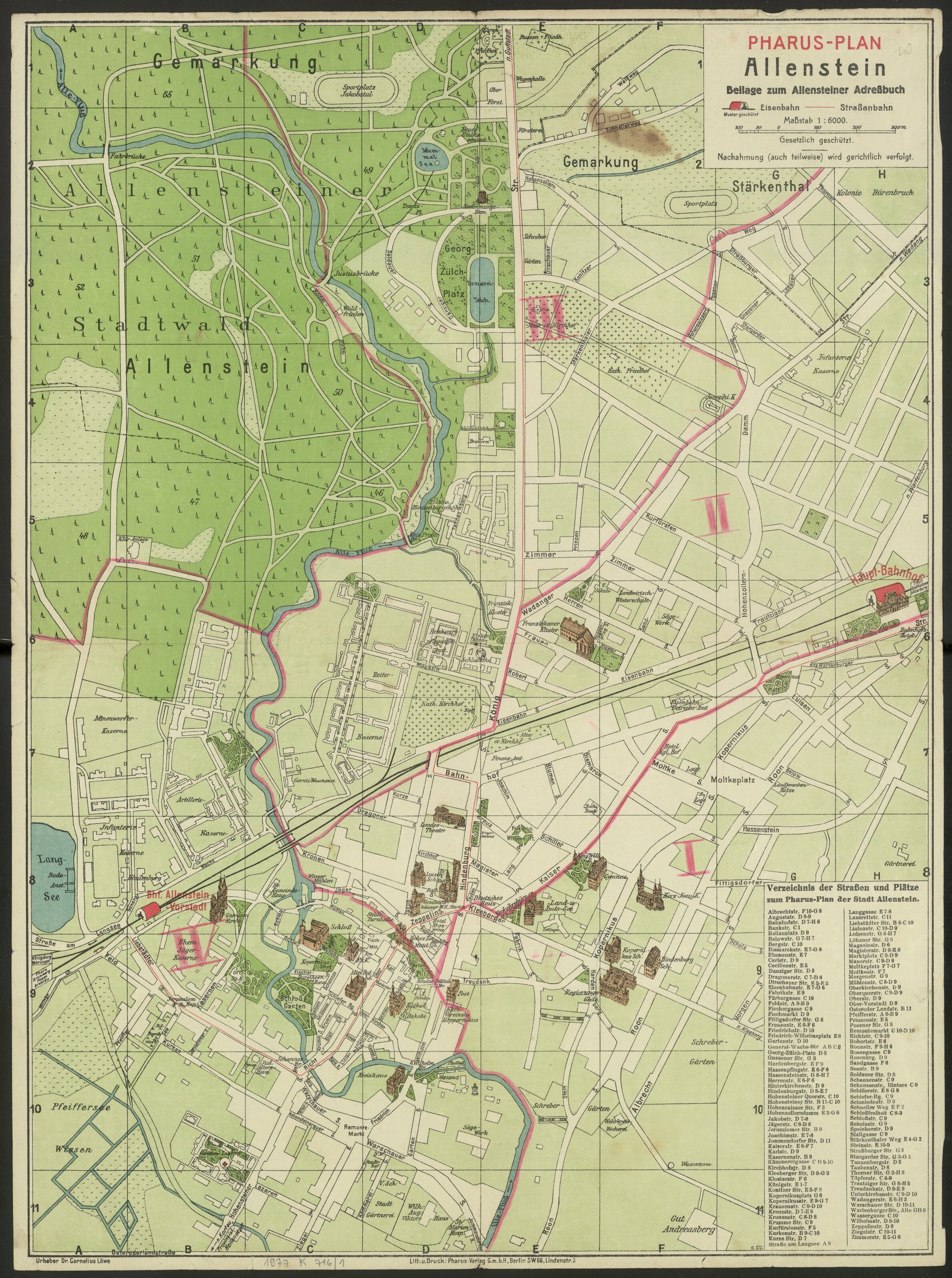
Der Allensteiner Pharus-Stadtplan von 1925. Die Schriftzüge „Gemarkung Stärkenthal“ und „Stärkenthaler Weg“ sind oben rechts erkennbar

Das ehemalige Stärkenthal wurde im Jahre 1817 als köllmisches Gut in Ostpreußen mit einer Feuerstelle bei drei Einwohnern erwähnt. Stärkenthal (vor 1871 Stärkental) war auch Sitz einer zum Staatsforst Allenstein gehörenden Oberförsterei. Im Jahre 1905 erschien der Ort als zur Stadt Allenstein gehörender Wohnplatz, mit einem Wohngebäude bei neun Einwohnern. Am 2. April 1921 – so wurde berichtet – hatte der Landwirt Ernst Zander Stärkenthal gepachtet.
Mit dem gesamten südlichen Ostpreußen kam Allenstein mit seinen Orten 1945 in Kriegsfolge zu Polen. Der kleine Ort Stärkenthal erhielt die polnische Namensform „Starkowo“ und bestand noch mehrere Jahre als eigener Ort innerhalb der jetzt Olsztyn genannten Stadt. Die vor 1945 „Stärkenthaler Weg“ genannte Straße erhielt den Namen „Droga Starkowa“. Es ist nicht genau auszumachen, in welchem Zeitabschnitt der Ort Starkowa aus den Namensverzeichnissen verschwand und die Droga Starkowa in „Ulica Rataja Macieja“ (nach Maciej Rataj) umbenannt wurde. Die Ortsstelle ist heute ganz im Stadtteil Podleśna aufgegangen.

## Kirche
Bis 1945 war Stärkenthal in die evangelische Kirche Allenstein in der Kirchenprovinz Ostpreußen der Kirche der Altpreußischen Union, außerdem in die römisch-katholische Kirche St. Joseph in Allenstein eingepfarrt.
Zu beiden Kirchen gehört heute auch das Gebiet um die Ortsstelle Starkowo, wobei die katholische Pfarrei nun zum Erzbistum Ermland gehört, und die evangelische Kirche – nun mit dem Namen Christus-Erlöser-Kirche versehen – der Diözese Masuren der Evangelisch-Augsburgischen Kirche in Polen zugeordnet ist.

## Verkehr
Die Ortsstelle Stärkenthal resp. Starkowo ist von der Landesstraße 51 Aleja Wojska Polskiego aus auf direktem Weg zu erreichen:  Die Straße Ulica Rataja Macieja beginnt im Stadtteil Wojska Polskiego, kreuzt im Norden des  Stadtteils Zatorze die Aleja Sybiraków und endet im Stadtteil Podleśna an der Ulica Bydgoska.
Die nächste Bahnstation ist der heutige Bahnhof Olsztyn Główny, der ehemalige Allensteiner Hauptbahnhof.